# À la dérive (film, 1925)
Pour les articles homonymes, voir À la dérive et Top of the World.
Pour plus de détails, voir Fiche technique et Distribution.
À la dérive (The Top of the World) est un film américain réalisé par George Melford et sorti en 1925.

## Fiche technique
- Titre : À la dérive
- Titre original : The Top of the World
- Réalisation : George Melford
- Scénario : Jack Cunningham, d'après le roman The Top of the World publié à Londres en 1920[1]
- Producteurs : Jesse L. Lasky, Adolph Zukor
- Production : Famous Players-Lasky Corporation
- Photographie : Charles G. Clarke
- Distributeur : Paramount Pictures
- Pays de production :  États-Unis
- Durée : 70 minutes
- Date de sortie :
  - États-Unis : 9 février 1925

## Distribution
- James Kirkwood Sr. : Guy Ranger / Burke Ranger
- Anna Q. Nilsson : Sylvia Ingleton
- Joseph Kilgour : père de Sylvia
- Mary Mersch : Stepmother
- Raymond Hatton : Capt. Preston
- Sheldon Lewis : 'Doctor' Kieff
- Charles A. Post : Hans
- Mabel Van Buren : Mary Ann
- Frank Jonasson : Joe
- Lorimer Johnston : Vreiboom
- Walter Johnson : Baseball Pitcher Walter Johnson